# Comana (Constanța megye)
Comana község Constanța megyében, Dobrudzsában, Romániában. A hozzá tartozó települések: Pelinu, Tătaru.

## Fekvése
A település az ország délkeleti részén található, Konstancától negyvenöt kilométerre délnyugatra, a legközelebbi várostól, Negru Vodatól tizenhárom kilométerre, északkeletre.

## Története
Régi török neve Mustafafakih, románul Mustafa-Aci vagy Mustafaci. A települést törökök alapították, az első román családok 1877-ben telepedtek le. Mai nevét egy, az elsők között ide érkező román telepes, Teodor Comănescu után kapta.

## Lakossága
A nemzetiségi megoszlás a következő:
| 2002      | 2002 | 2002   |
| --------- | ---- | ------ |
| Románok   | 1668 | 88,86% |
| Tatárok   | 187  | 9,96%  |
| Törökök   | 20   | 1,06%  |
| Magyarok  | 1    | 0,05%  |
| Szlovákok | 1    | 0,05%  |
| Összesen  | 1877 | 100,0% |